# Bobo (folk)
Bobo, även bwa, bobo-oule, bobo-wule och är en folkgrupp i Burkina Faso; deras antal uppgår till strax över 650 000. Bobos traditionella huvudnäring är jordbruk, med tonvikt på hirs och durra; förutom detta idkar de en del djurhållning, jakt, fiske och samling. Många äktenskap är polygama, och bobo är kända för att praktisera både levirat och sororat. Ursprungligen var de animister, men i dag är många muslimer eller kristna. Deras språk hör till gurspråken.